# 第二次世界大戰婦女紀念碑

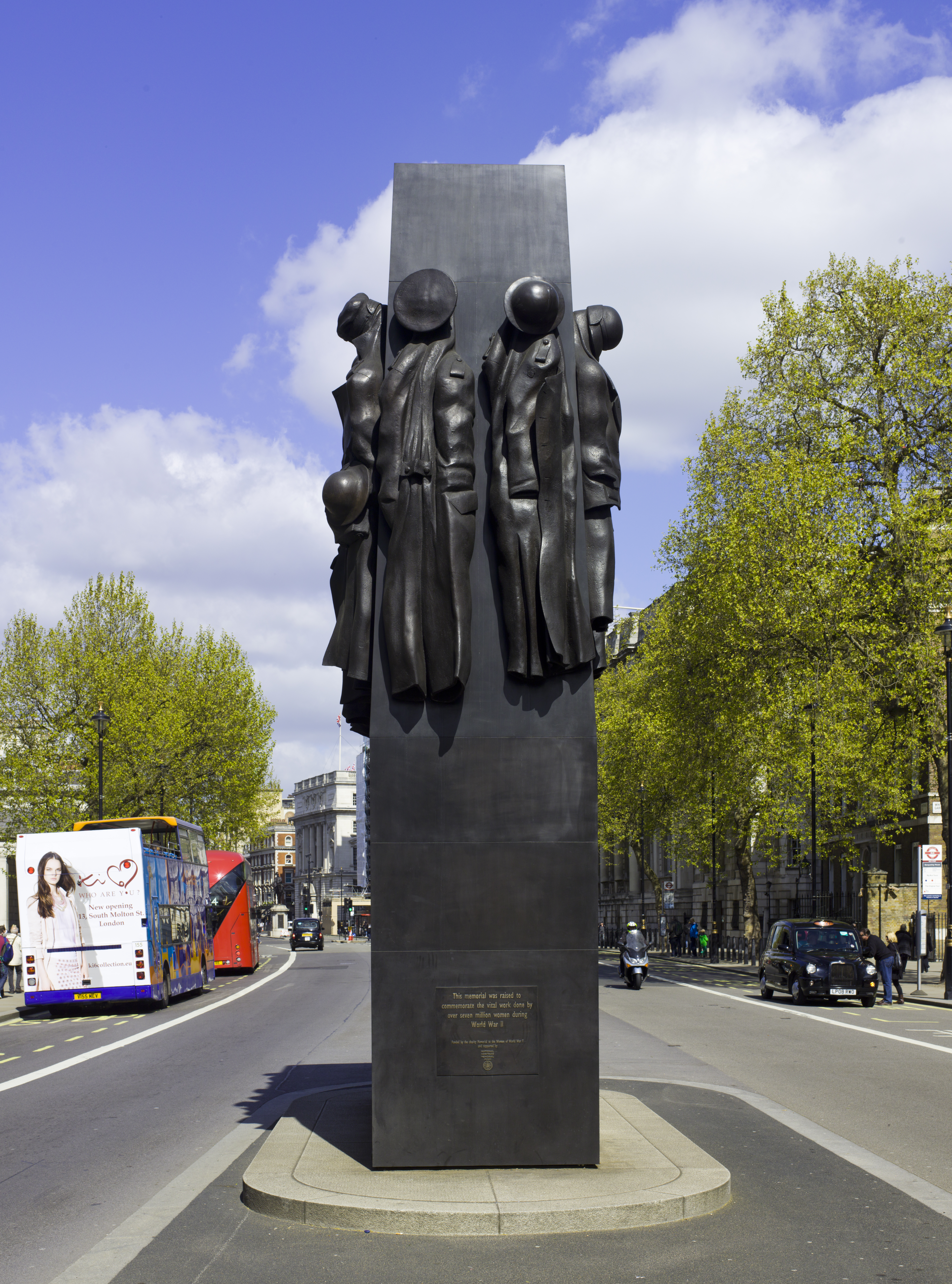
面向北方所攝的第二次世界大戰婦女紀念碑。

第二次世界大戰婦女紀念碑（英語：Monument to the Women of World War II）是英國的一座國家戰爭紀念建築，座落於倫敦白廳、戰爭紀念碑的北方。該碑由雕刻家約翰·米爾斯雕塑，並於2005年7月間由英國女王伊麗莎白二世揭幕，後由前下議院議長貝蒂·布斯羅伊進行宗教奉獻儀式。
建造該碑所需的經費是由一專門為其設立的慈善信託經募款而來，而國家遺產紀念基金會亦有捐獻。此外，貝蒂·布斯羅伊也曾在電視遊戲節目《超級大富翁》中募款。

## 歷史
建造婦女紀念碑的想法是由退役英軍少校大衛·麥克納利·羅柏史東（David McNally Robertson）於1997年發想而來；當時他發現到世界上許多國家都有專門紀念二戰中婦女貢獻的紀念碑，但英國卻沒有。不過，早期的運動僅侷限於為約克大教堂掛設一塊新牌匾的募款活動，並由前皇家砲兵砲手艾德納·史托爾（Edna Storr）與米爾瑞德·維爾（Mildred Veal）負責。一個以建造紀念碑為目的的募款信託隨後成立，貝蒂·布斯羅伊、薇拉·琳恩與安妮長公主等名人亦加入其中。布斯羅伊稍後成為贊助人，而薇拉·琳恩與安妮長公主則是次要贊助人；其餘的次要贊助人包括了下議院議員約翰·格羅根、下議院議員休·貝利、蘭達夫女男爵芬萊以及帝國戰爭博物館館長羅伯·克勞福。
國家遺產紀念基金會捐獻了934,115元英鎊，另有800,000元英鎊是由貝蒂·布斯羅伊於2002年在獨立電視台的遊戲節目《超級大富翁》上募款而來。餘下所需的經費則是由位於約克的第二次世界大戰婦女紀念碑基金會募得。

## 設計
婦女紀念碑最初的設計是一位女性防空官員以身體保護孩童的圖像；不過，該設計在最終定案前不斷被修改與簡化。這座銅製紀念碑高22英尺（6.7），長16英尺（4.9） ，寬6英尺（1.8）。紀念碑側面的文字象徵戰時口糧包裝上的字體。碑體的四面佈滿17套不同的服裝與制服，象徵女性在二戰中承擔的各種工作，並在戰爭結束時退下崗位，由歸國的男人們接手。這些服裝包括婦女地面防衛軍制服、皇家海軍婦女勤務隊制服、護士披肩、警察全套制服以及一具焊接面具。

## 揭幕
作為第二次世界大戰結束六十周年紀念活動的一部分，該紀念碑於2005年7月9日由伊麗莎白二世女王正式揭幕，也就是倫敦七七爆炸案發生後兩日。共同參與揭幕儀式的還有貝蒂·布斯羅伊、柴契爾夫人、薇拉·琳恩、國防大臣約翰·里德以及為數眾多的女性戰爭老兵。這些老兵中包括了盟軍受勳最多的女性軍人南希·韋克。由女性官兵駕駛的阿帕契直升機、海王直升機、山貓直升機、契努克直升機以及灰背隼直升機等五架軍機編隊亦經過揭幕時分的天空。隨後，兩架同樣由女性飛官駕駛的龍捲風空防型戰機劃過天際。
第二次世界大戰婦女紀念碑基金會主要贊助人與前下議院議長貝蒂·布斯羅伊在宗教奉獻儀式時致詞道：「這座紀念碑獻給所有為了保衛自由而身著制服，站在家園前線奉獻為國的婦女們。我期望未來世代在經過這座紀念碑時會自問：『她們是什麼樣的女性？』並回溯歷史尋找答案。」

## 破壞
2015年5月，在保守黨贏得2015年英國大選後，該紀念碑被人噴上紅色塗鴉。唐寧街稱這起破壞行為是「可恥的」；至少17人於事件發生後在白廳被捕。

## 外部連結
- Construction of Monument on （页面存档备份，存于） John W Mills website
- Unveiling & Dedication Ceremony on （页面存档备份，存于） John W Mills's website
- Official website of the Monument